# 호세 클라라문트
호세 클라라문트 토레스(스페인어: José Claramunt Torres, 1946년 7월 10일, 발렌시아 주 푸솔 ~)는 스페인의 전직 축구 선수로, 현역 시절 미드필더로 활약했다.
그는 발렌시아에서만 활약했는데, 라 리가에서 12년을 보냈고, 381번의 공식 경기에 출전(83골 득점)했다.

## 클럽 경력
발렌시아 주 푸솔 출신인 클라라문트는 현역 시절 전부를 고향 발렌시아에 바쳤다. 그는 1966년 9월 11일, 1-0으로 이긴 데포르티보전에서 라 리가 신고식을 치렀고, 11월 27일에 3-0으로 이긴 세비야와의 안방 경기에서 첫 리그 득점에 성공했다.
클라라문트는 1970-71 시즌에 30경기 전부 출전하여 3골을 득점해 동지의 리그 정상 등극에 큰 공을 세웠는데, 이 중 1골을 1970년 10월 31일에 열린 바르셀로나전에서 기록해 2-0 승리를 견인했다. 또한, 이 시기에 발렌시아는 4번의 코파 델 레이 결승전에 올랐는데, 1970년부터 1972년까지의 결승전을 모두 패하였지만, 바르셀로나와의 1971년 결승전에서는 선제골과 더불어 페널티 킥으로 1골을 추가했지만, 연장전 끝에 3-4로 패하는 것을 막기에는 역부족이었다.
1978년, 클라라문트는 거의 32세가 다 되어서 축구화를 벗었다. 그의 고향 푸솔의 구장은 그의 이름을 따 호세 클라라문트 경기장으로 개칭되었다.

## 국가대표팀 경력
클라라문트는 7년 동안 스페인 국가대표팀 경기에 23번 출전했다. 그의 첫 국가대표팀 경기는 1968년 2월 28일, 3-1로 이긴 스웨덴과의 친선경기였고, 1973년 1월 17일에 열린 그리스와의 1974년 월드컵 예선전 경기에서는 첫 골을 넣어 3-2 승리의 주역이 되었다.
6경기 동안, 클라라문트는 아만시오의 부재로 국가대표팀 주장 완장을 차기도 했다.

### 국가대표팀 득점 기록
아래의 점수에서 왼쪽의 점수가 스페인의 점수이다.
| #  | 날짜             | 경기장                           | 상대   | 점수 | 결과 | 대회                 |
| -- | ---------------- | -------------------------------- | ------ | ---- | ---- | -------------------- |
| 1. | 1973년 1월 17일  | 그리스 아테네 레오포로스         | 그리스 | 2–2  | 3–2  | 1974년 월드컵 예선전 |
| 2. | 1973년 2월 21일  | 스페인 말라가 라 로살레다        | 그리스 | 1–0  | 3–1  | 1974년 월드컵 예선전 |
| 3. | 1973년 11월 24일 | 서독 슈투트가르트 네카어슈타디온 | 서독   | 1–2  | 1–2  | 친선경기             |
| 4. | 1974년 9월 25일  | 덴마크 쾨벤하운 이드레츠파르켄   | 덴마크 | 1–0  | 2–1  | 유로 1976 예선전     |

## 사생활
호세 클라라문트의 친동생 엔리케도 축구 선수로 활동했다. 그도 발렌시아 소속으로 활약했었고, 4년 동안 한배를 탔기 때문에 두 형제는 각각 클라라문트 1호와 클라라문트 2호로 수식되었다.

## 수상
- 라 리가: 1970–71[3]
- 코파 델 헤네랄리시모
  - 우승: 1966–67
  - 준우승: 1969–70, 1970–71, 1971–72

## 같이 보기
- 원 클럽 맨